# Lachnopterus argenteomaculatus
Lachnopterus argenteomaculatus là một loài bọ cánh cứng trong họ Cerambycidae.